# マリア・ペレス (柔道家)
マリア・ペレス・ディアス（María Pérez Díaz、1989年2月1日 - ）は、プエルトリコ出身の柔道選手。階級は70kg級。身長167cm。

## 人物
2011年のパンアメリカン競技大会70kg級で3位になるが、2012年のロンドンオリンピックには出場できなかった。
2016年にはグランプリ・サムスン、グランプリ・アルマトイ、グランプリ・ブダペスト、さらにはグランドスラム・バクーでも3位に入るなど一定の活躍を示した。リオデジャネイロオリンピックでは2回戦でコロンビアのジュリ・アルベアルに指導3で敗れた。
2017年の世界選手権では、世界ランキング29位ながら決勝まで進むも、新井千鶴に送襟絞で敗れた。プエルトリコの選手としては1986年の世界選手権72kg超級で銅メダルだったニルマリ・サンティーニ以来31年ぶりにメダルを獲得した。2018年の世界選手権では5位だった。2021年7月に日本武道館で開催された東京オリンピックでは、2回戦で新井に敗れた。
2023年のグランプリ・リンツでは、プエルトリコの選手として初めてとなるIJFワールド柔道ツアー優勝を飾った。2024年4月22日時点のIJF世界ランキングは3558ポイント獲得で12位。2024年7月に開催されたパリオリンピックでは、1回戦でガブリエラ・ウィレムスに敗れた。

## 主な戦績
- 2010年 - ワールドカップ・マイアミ 優勝
- 2011年 - パンアメリカン競技大会 3位
- 2012年 - ワールドカップ・ブエノスアイレス 優勝
- 2013年 - グランプリ・マイアミ　3位
- 2014年 - パンナム選手権 3位
- 2016年 - ヨーロッパオープン・ローマ 優勝
- 2016年 - グランプリ・サムスン 3位
- 2016年 - パンナム選手権 3位
- 2016年 - グランドスラム・バクー 3位
- 2016年 - グランプリ・アルマトイ 3位
- 2016年 - グランプリ・ブダペスト 3位
- 2017年 - パンナムオープン・リマ 優勝
- 2017年 - 世界選手権 2位
- 2017年 - グランドスラム・東京 3位
- 2018年 - グランプリ・アガディール 2位
- 2018年 - 世界選手権 5位
- 2019年 - グランプリ・トビリシ 3位
- 2019年 - パンナム選手権 優勝
- 2019年 - パンアメリカン競技大会 3位
- 2020年 - パンナム選手権 2位
- 2022年 - ヨーロッパオープン・マドリード 2位
- 2022年 - グランドスラム・ブダペスト 3位
- 2023年 - グランプリ・リンツ 優勝
- 2023年 - パンアメリカン競技大会 2位
- 2023年 - オセアニアオープン・パース 優勝
- 2024年 - グランプリ・リンツ 優勝
- 2024年 - パンアメリカン・オセアニア選手権 優勝

(出典、JudoInside.com)